# Nina Schläfli

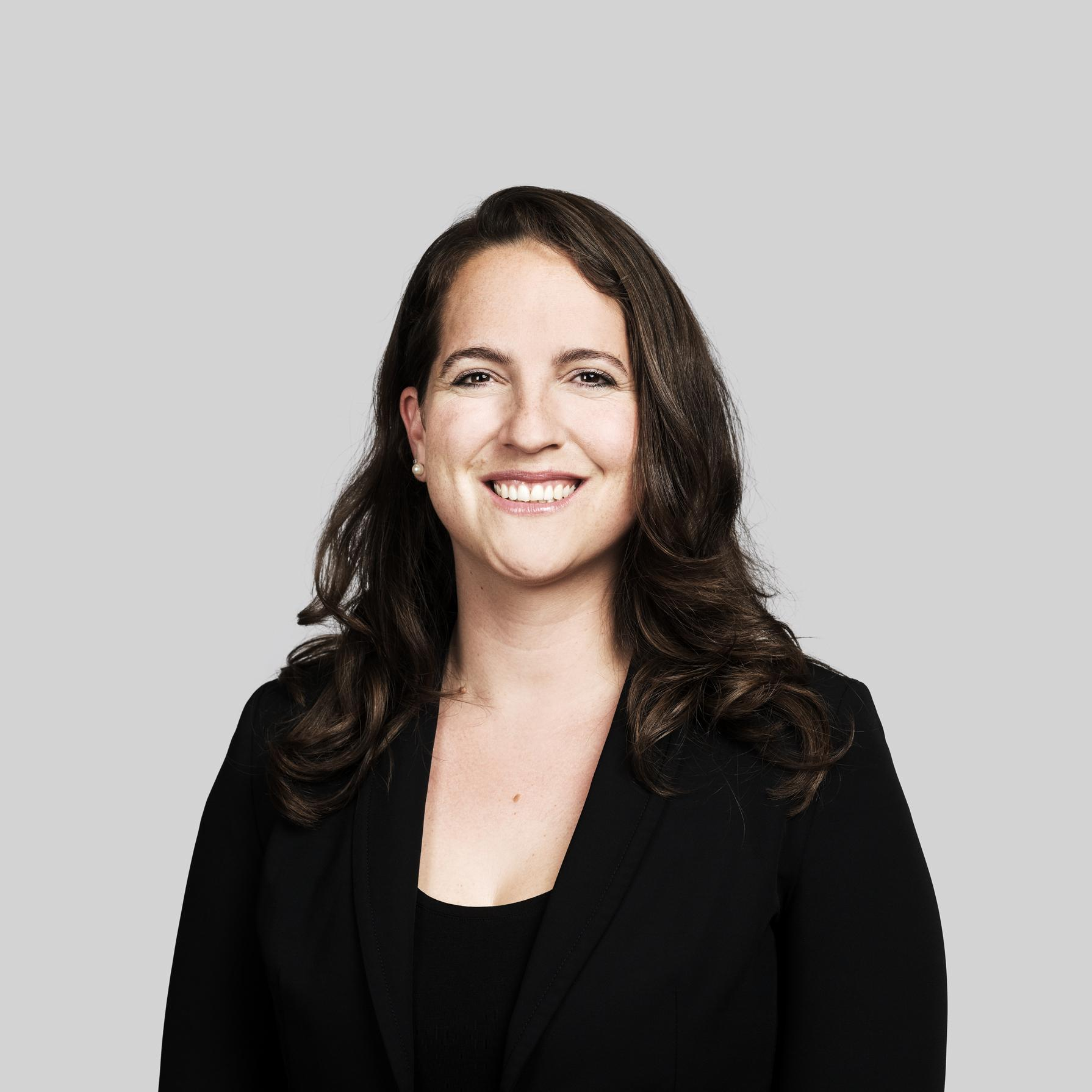
Nina Schläfli

Nina Schläfli (* 1. Januar 1990 in Münsterlingen) ist eine Schweizer Politikerin und Mitglied der Sozialdemokratischen Partei (SP). Sie wurde bei den Wahlen am 22. Oktober 2023 in den Nationalrat gewählt.

## Biografie
Nina Schläfli wurde im Jahr 1990 geboren und hat eine akademische Ausbildung als Historikerin absolviert. Seit Januar 2017 promoviert sie am Historischen Institut der Universität Bern.
Sie begann ihre politische Karriere 2011 mit der Wahl zur Gemeinderätin der Stadt Kreuzlingen. 2016 wurde sie in den Thurgauer Kantonsrat gewählt. Von 2016 bis 2022 war Schläfli Parteipräsidentin der Sozialdemokratischen Partei des Kantons Thurgau. Am 22. Oktober 2023 wurde sie in den Nationalrat gewählt. Sie ist Nachfolgerin der Sozialdemokratin Edith Graf-Litscher.
Schläfli ist verheiratet und hat ein Kind.